# 小野寺氏
小野寺氏（おのでらし）は、出羽国において勢力を誇った豪族である。本姓は藤原氏とされるが守部氏ともいう。家系は秀郷流で山内首藤氏の庶流にあたる。かなり早い時期から多くの分流を生み出し、東北地方を中心に広く分布した。それらの諸家の中でも出羽国仙北三郡に割拠した戦国大名となった仙北小野寺氏の家系がもっとも有名であり、本項では主にそれについて述べる。

## 概要

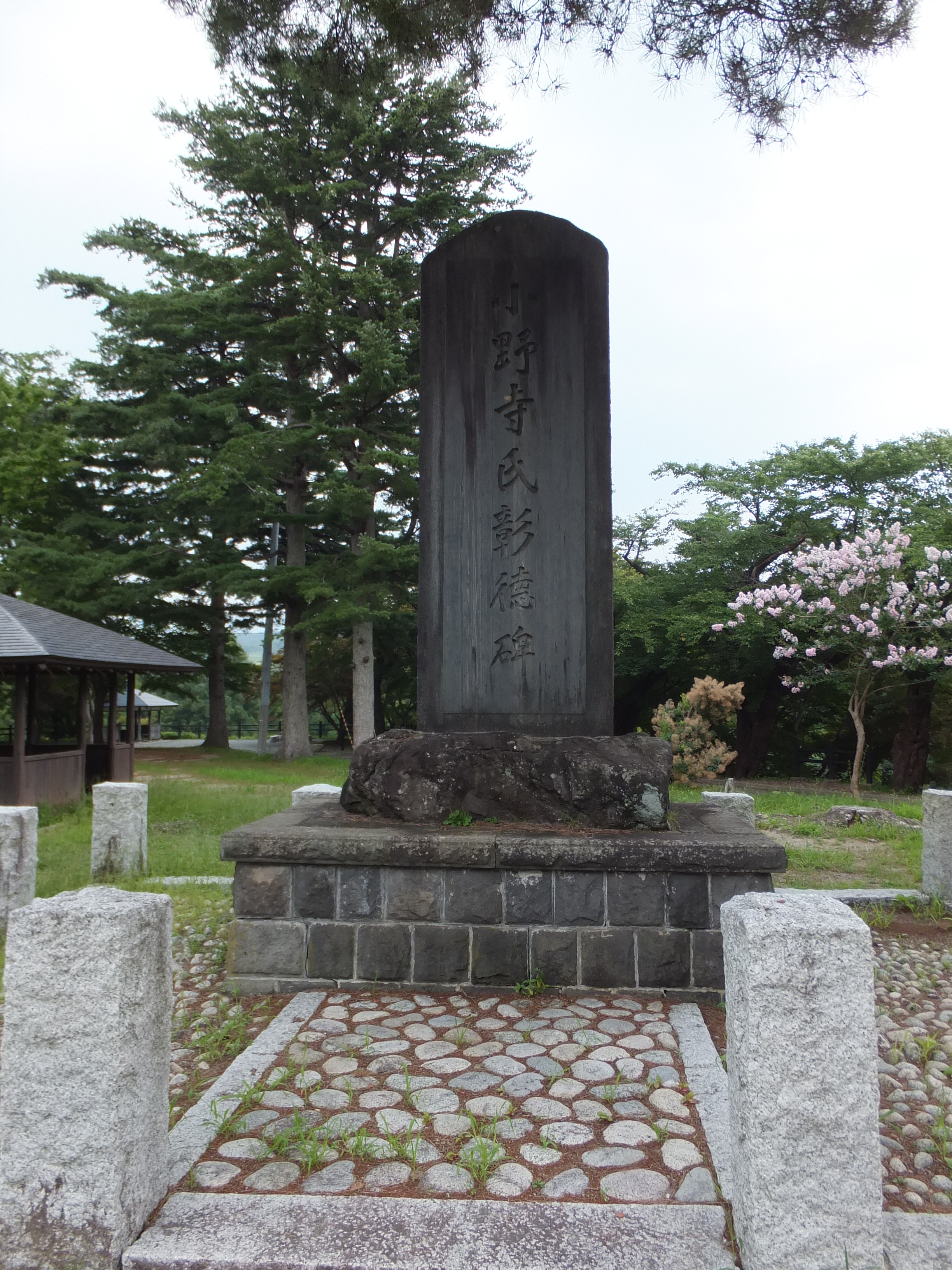
横手城内にある小野寺氏の彰徳碑

小野寺氏は平安時代後半に下野国都賀郡小野寺（現・栃木市岩舟町小野寺）を「一所懸命」の地としていたのが始まりと言われている。文治5年（1189年）の奥州合戦よる戦功でに出羽雄勝郡などの地頭職を得た。通綱は将軍源頼朝の信任厚く、以降も歴代将軍に近侍している。その為、各地の所領には庶流の子弟を代官として派遣し、惣領は鎌倉に常駐し出仕していたと見られる。南北朝時代に、惣領家も狭小な本領から広大な所領である出羽雄勝郡稲庭に移住したと見られる。小野寺氏は当初南朝方として活躍したようであるが、後に室町幕府に降る。足利将軍と鎌倉公方の和睦により、陸奥、出羽は鎌倉府の管轄となり、小野寺氏も鎌倉府に出仕する。しかし、鎌倉公方の支配に反発した他の有力国人と同じく、室町幕府の京都御扶持衆となり、鎌倉府に対抗した。また、歴代当主は将軍より偏諱を賜っている。
この後、小野寺氏は勢力を拡大し、各地に庶子家が分立する。しかし、この時期の小野寺氏の系譜については、史料的裏付けがとれず、不詳な点が多い。
戦国時代に入ると、小野寺氏13代にあたる景道のときに、雄勝郡をはじめ平鹿郡、仙北郡の仙北三郡から由利郡・河辺郡・最上郡にまで勢力を広げる有力な大身となり、「雄勝屋形」と称されて最盛期を迎えた。
景道の子・義道の代になると、戸沢氏、本堂氏、六郷氏など仙北諸将が離反し、天正18年（1590年）の奥州仕置時には5万4,000石余に換算できる横手城主であったが、奥州仕置で所領3分の1を削られた。慶長5年（1600年）の関ヶ原の戦いで石田三成、上杉景勝らの西軍に味方したため、慶長6年（1601年）には改易されたうえ、石見津和野に預けられた。ここに戦国大名としての小野寺氏は滅んだ。
義道とその子孫は津和野藩主坂崎氏、のち亀井氏家臣となって幕末を迎えた。
また、義道の末弟陳道は陸奥南部藩に仕えた。義道の次男保道は横手に残っていたが、かつての家臣筋である出羽新庄藩戸沢氏に知行400石の客分の重臣として、のちに名字を山内氏と改め幕末まで続いた。さらに、赤穂浪士の一人小野寺秀和も義道の子孫と言われている。

## 小野寺氏族
- 嫡流：下野小野寺氏
  - 庶流：貞滝坊小野寺氏
  - 庶流：新田小野寺氏
  - 庶流：出羽小野寺氏
  - 庶流：仙北小野寺氏
  - 庶流：久保田小野寺氏

## 異姓の小野寺氏
小野寺を名乗る諸家はほとんどが上述の藤原姓を称しているが、わずかながら異姓の小野寺氏が存在する。
以下の例は時期の前後長短の違いはあれほとんど葛西家臣であり、源姓小野寺氏以外はすべて現在の岩手県一関市の一部にそれぞれの所領をもっていた（葛西家臣の中には多くの小野寺氏がいるが、ほとんどは上述のように藤原姓であってこれらは例外的存在である）。
- 平姓小野寺氏
千葉氏の分流で、小野寺胤兼・小野寺久道・小野寺道庶・小野寺重光の四系統がある。胤兼と久道はともに源頼朝に仕え後に葛西家臣となった。道庶と重光は葛西氏の分流である。道庶の系統は葛西信胤の子であった道庶が母方の姓を名乗って小野寺を称したのが始まり。重光の方は葛西清重の子孫で息子の重政に小野寺家を継がせ自らも小野寺氏を称したその子孫。
- 橘姓小野寺氏
葛西晴胤に仕えた小野寺清俊の家系。清俊は橘姓を称していた。
- 源姓小野寺氏（清和源氏）
及川氏の分流で、現在の宮城県気仙沼市の一部に所領を有し下鹿折氏（または鹿折氏）を名乗っていたが、下鹿折時兼（通称：鹿折信濃）の時、「浜田広綱の乱」があり、鹿折氏は葛西家臣だったにもかかわらず浜田氏に与したため葛西氏の命を受けた熊谷氏に滅ぼされた（浜田広綱の乱とは浜田の陣ともいい、永禄3年（1560年）から天正16年（1588年）にかけて葛西氏に対して浜田広綱がおこした謀反である。）。その後、鹿折信濃は浪人となって彷徨った。旧領地の支配者は熊谷氏から木村吉清へと二転三転したが、天正19年（1591年）に最終的に伊達氏の所領になると、鹿折に戻り、小野寺氏を名乗って帰農、その子孫は多くの分家を生んで繁茂した。小野寺氏は気仙沼市で最も多い苗字であるがそのうち鹿折地区の小野寺氏はすべてこの鹿折信濃の末裔である。
- 源姓小野寺氏（村上源氏）
北畠氏の分流で、江戸時代後期から幕末にかけて三春小野寺氏（三春藩主秋田氏（福島県三春町）の家臣）の中に源姓を称する小野寺氏がいた。